# Isopterygium perpusillum
Isopterygium perpusillum är en bladmossart som beskrevs av Hugh Neville Dixon 1929. Isopterygium perpusillum ingår i släktet Isopterygium och familjen Hypnaceae. Inga underarter finns listade i Catalogue of Life.